# Ole Hovedskou
Ole Hovedskou (18. februar 1923 – 8. december 1951) var en dansk violinist og frihedskæmper. Sammen med bl.a. broderen Børge Hovedskou, Kaj Hoff, Sven Johannesen, Oluf Kroer og Jørgen Røjel deltog han i Langåbrosprængningerne den 17. november 1943.
Han var søn af gas- og vandmester Peter Valdemar Hovedskou og Wilhelmine Hovedskou, født Hansen.
Ole Hovedskou var en del af modstandsbevægelsen i Randers. Han blev anholdt den 30 november 1943 og 16. Maj 44 dømt til døden. Sidenhen benådet og dommen ændredes til livsvarigt fængsel. Han blev overført til tugthuset Dreibergen-Bützow. April 1945 blev han hentet hjem af Folke Bernadottes svenske Røde Kors. Han pådrog sig lungetuberkulose i tugthuset og opholdt sig størstedelen af de følgende godt 5 året på Vejlefjord Sanatorium
Han er begravet i Mindelunden i Randers.